# 盘羊指名亚种
盘羊指名亚种（学名：Ovis ammon ammon）为盘羊的一个亚种，主要分布于亚洲中部阿尔泰山脉地区。盘羊指名亚种是最大的一种羊，其雄性的羊角可重达35公斤。在中国，被列为国家二级重点保护野生动物。